# Jinonický potok
Jinonický potok je asi 2 200 metrů dlouhý vodní tok procházející (převážně zatrubněně) oblastí starých Jinonic a starých Butovic v Praze 5, vytváří „vodní spojnici“ trojice zde se nacházejících rybníků (Panského, Jinonického a Butovického), v konečné fázi protéká suchou retenční nádrží N4 Jinonice (Praha 5), aby na vstupu do Prokopského údolí nakonec vyústil do Prokopského potoka. 

## Popis toku
Jinonický potok vzniká jako odvodnění povrchového prameniště nacházejícího se v pražských Jinonicích poblíž jižní hranice Přírodního parku Košíře-Motol a jižního okraje Přírodní památky Vidoule. Odtud protéká voda jižním směrem v zeleném pásu nacházejícím se mezi zástavbou tzv. biokoridoru „Botanica“ (rovnoběžně s ulicí Vidoulská) a ulicí Schwarzenberská (západně od Německé školy – Deutsche Schule Prag). V místě, kde se zelený pás dotýká severního okraje Tichonovy ulice se voda z pramene stáčí východním směrem, aby se její tok přiblížil k Jinonickému zámku. Jižně od zámku v Jinonicích (Jinonického dvora) se rozkládá Panský rybník, který je oficiálním začátkem Jinonického potoka. Za Panským rybníkem pokračuje Jinonický potok trubkami pod Karlštejnskou ulicí a z tohoto zatrubění vystupuje až v Jinonickém rybníce. Jinonický rybník opouští potok opět v zatrubnění vedoucím podél Butovické ulice jihovýchodním směrem v délce necelých 600 metrů. Cílový Butovický rybník opouští potok v trubkách, kterými se dostává až do ulice Pod Vavřincem. Zhruba v západní polovině této ulice opouští potrubí a má k dispozici otevřené zpevněné koryto. Jím protéká asi 100 metrů zhruba západním směrem a poté se stáčí jihozápadním směrem (souběžně s ulicí Novoveská), protéká stále zpevněným otevřeným korytem jižně od Dešťové usazovací nádrže (DUN) Jinonice až se dostává do vstupní zelené partie Přírodního parku Prokopské údolí. Koryto Jinonického potoka pokračuje směrem ke hrázi suché retenční nádrže N4 (Jinonice), podtéká tuto sypanou hráz a pokračuje dále podél hranice Přírodní rezervace Prokopské údolí (mezi Novoveskou ulicí a severním okrajem vulkanického hřebene Hemrových skal) až do svého konce, tedy k soutoku s Prokopským potokem. 

## Nedostatek vody (2015)
Původním zdrojem vody pro Jinonický zámek a soustavu třech rybníků (Panský, Jinonický a Butovický) ve starých Jinonicích a starých Butovicích byl tzv. historický vodojem a vodovod. Ten se nacházel v ulici Na Pomezí, ale v současnosti (rok 2015) již pozbyl funkce (voda z oblasti, odkud ji sbíral odtéká do lesa pod vodojemem).
Masivní zástavba v jižní oblasti pískovcové stolové hory Vidoule zapříčinila vysušení horní části povodí Jinonického potoka. Stavební činností zde vzniklé rozsáhlé zpevněné plochy odvádějí dešťové vody do kanalizace, kterou se dostávají jak mimo Jinonický potok, tak i mimo kaskádu zmíněných rybníků.
Odbor ochrany prostředí magistrátu hlavního města Prahy realizoval spolu s generálním dodavatelem díla (Lesy hlavního města Praha) v posledním kvartálu roku 2015 bezvýkopovou obnovu Jinonického vodovodu (pomocí vrtu) a na ni navazující úpravu otevřeného koryta Jinonického potoka u ulice Vidoulská.

## Nedostatek vody (2018)
Ve čtvrtém kvartálu roku 2018 (a prvním kvartále roku 2019) byly realizovány stavební práce v ulici U Panské zahrady v oblasti těsně u Panského rybníka za účelem propojení dešťové kanalizace s povrchovými vodami. Nové kanalizační vedení o délce 149 metrů bylo svým vyústěním zavedeno přímo do Panského rybníka. Cílem zbudování této kanalizační spojky bylo přivedení dešťové vody do rybníka a zvýšení množství vody v Jinonickém potoce, jenž z rybníka vytéká. Investorem tohoto projektu bylo hlavní město Praha a generálním dodavatelem prací byl podnik Lesy hlavního města Prahy.

## Technická data
- Recipient (příjemce) vody z Jinonického potoka: Prokopský potok[1]
- Číslo hydrologického pořadí (ČHDP): 1 – 12 – 01 – 011[1][6][pozn. 3]
- Celková délka toku: 2,282 km[1]
- Celková délka toku včetně povrchového odvodnění: 2,723 km[1]
- Rozloha povodí: 3,46 km2
- Ústí Jinonického potoka: vlévá se z levé strany do Prokopského potoka v říčním kilometru 1,419[1]
- Správce toku Jinonického potoka: OCP MHMP, Jungmannova 35, Praha 1, 110 00[1]

## Galerie

Jinonický potok
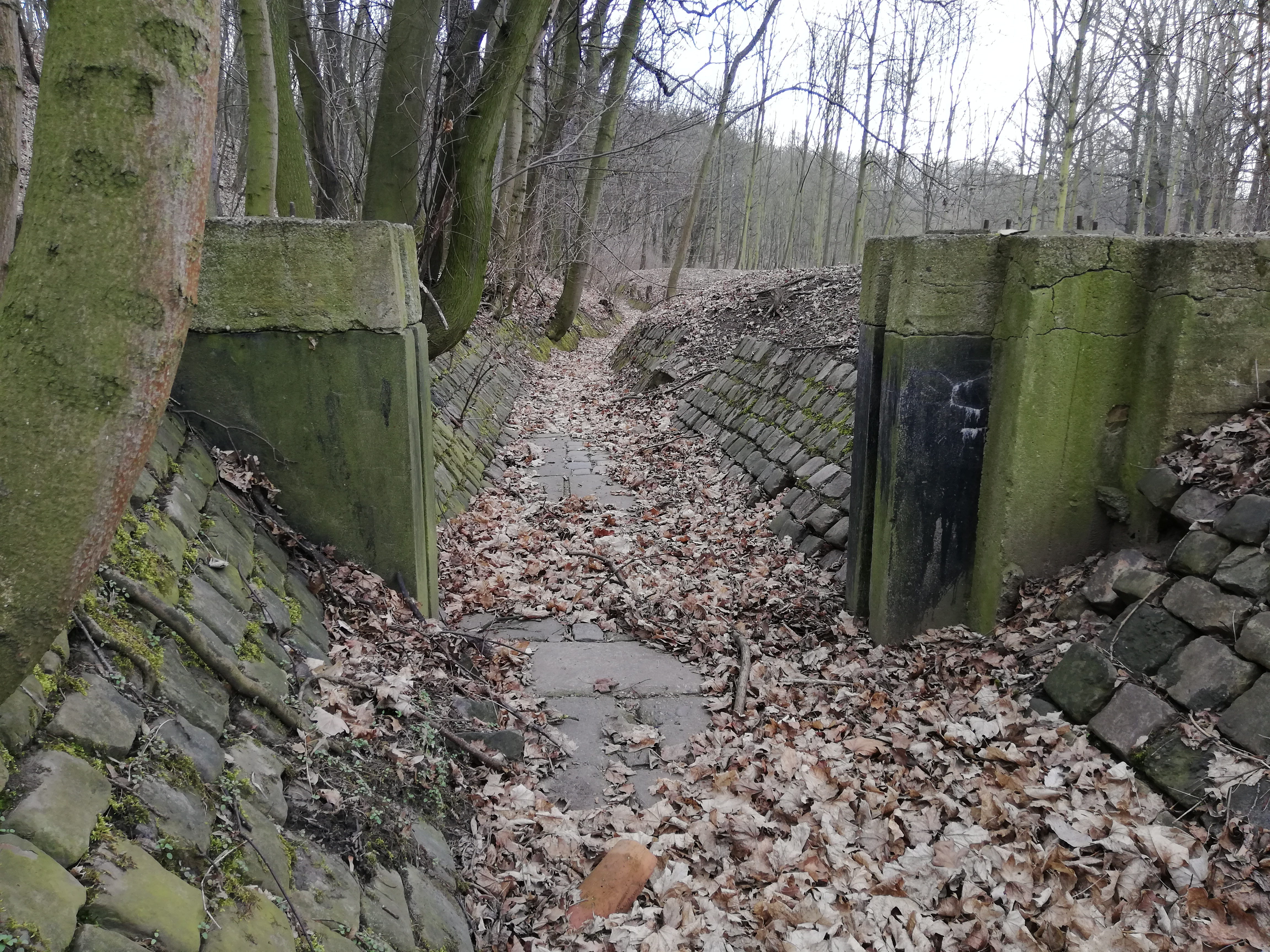
Většinu roku vyschlé koryto potoka – pohled směrem ke hrázi suché retenční nádrže N4 Jinonice
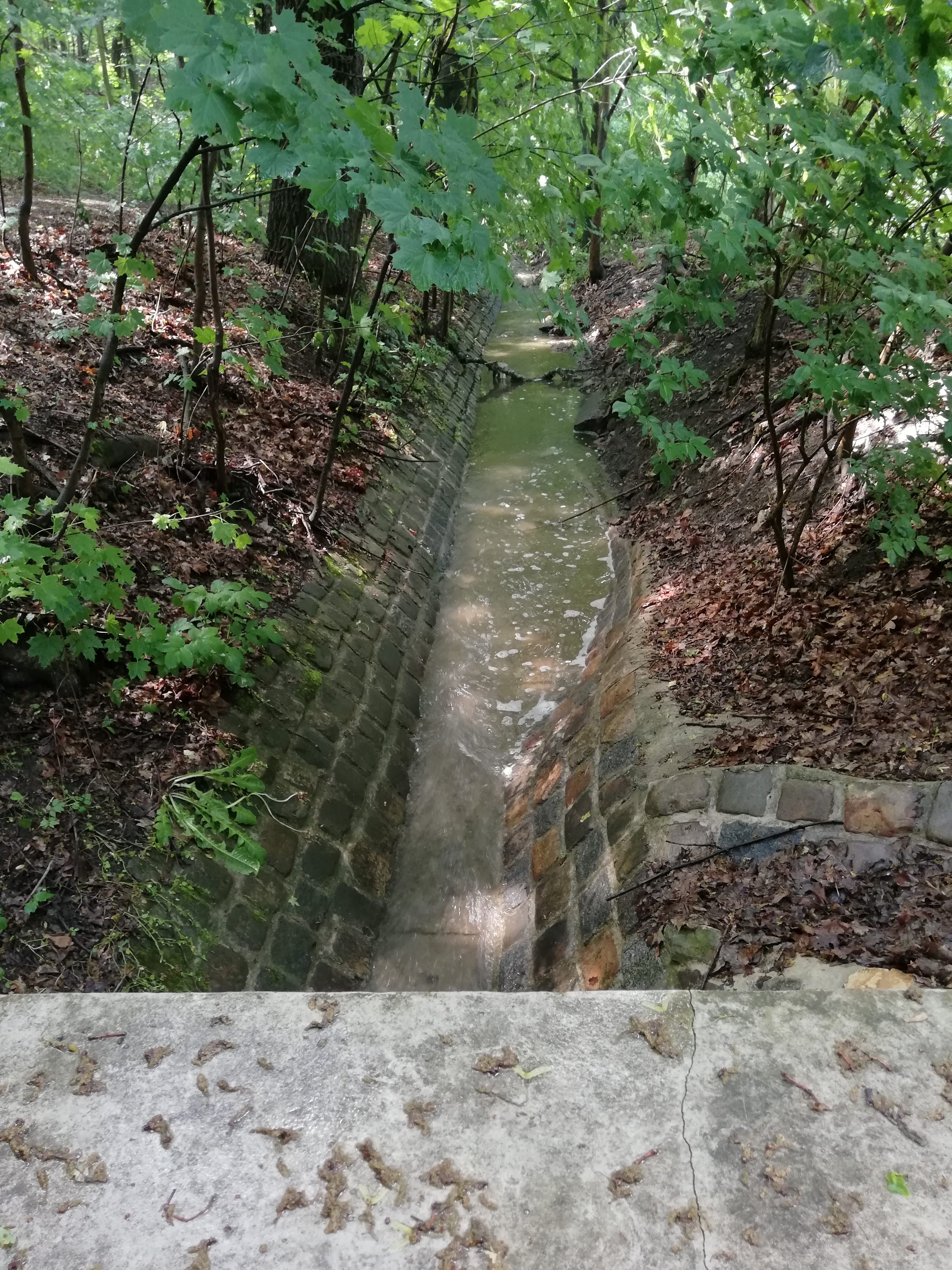
Dočasně zavodněné koryto potoka poblíž ulice Pod Vavřincem je lemované starými duby
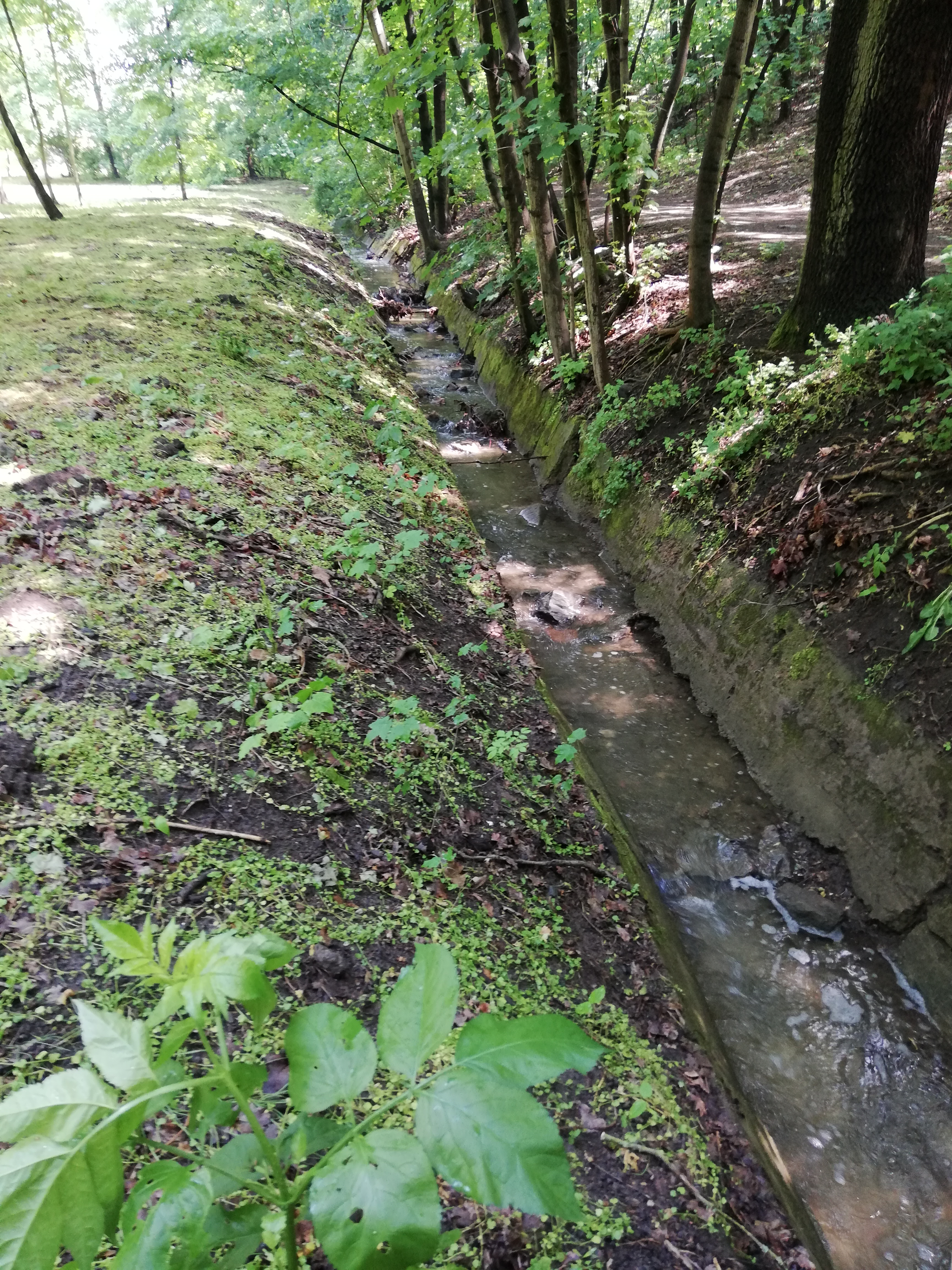
Ničím nerušený tok potoka lemovaný stromovím a náletovou vegetací
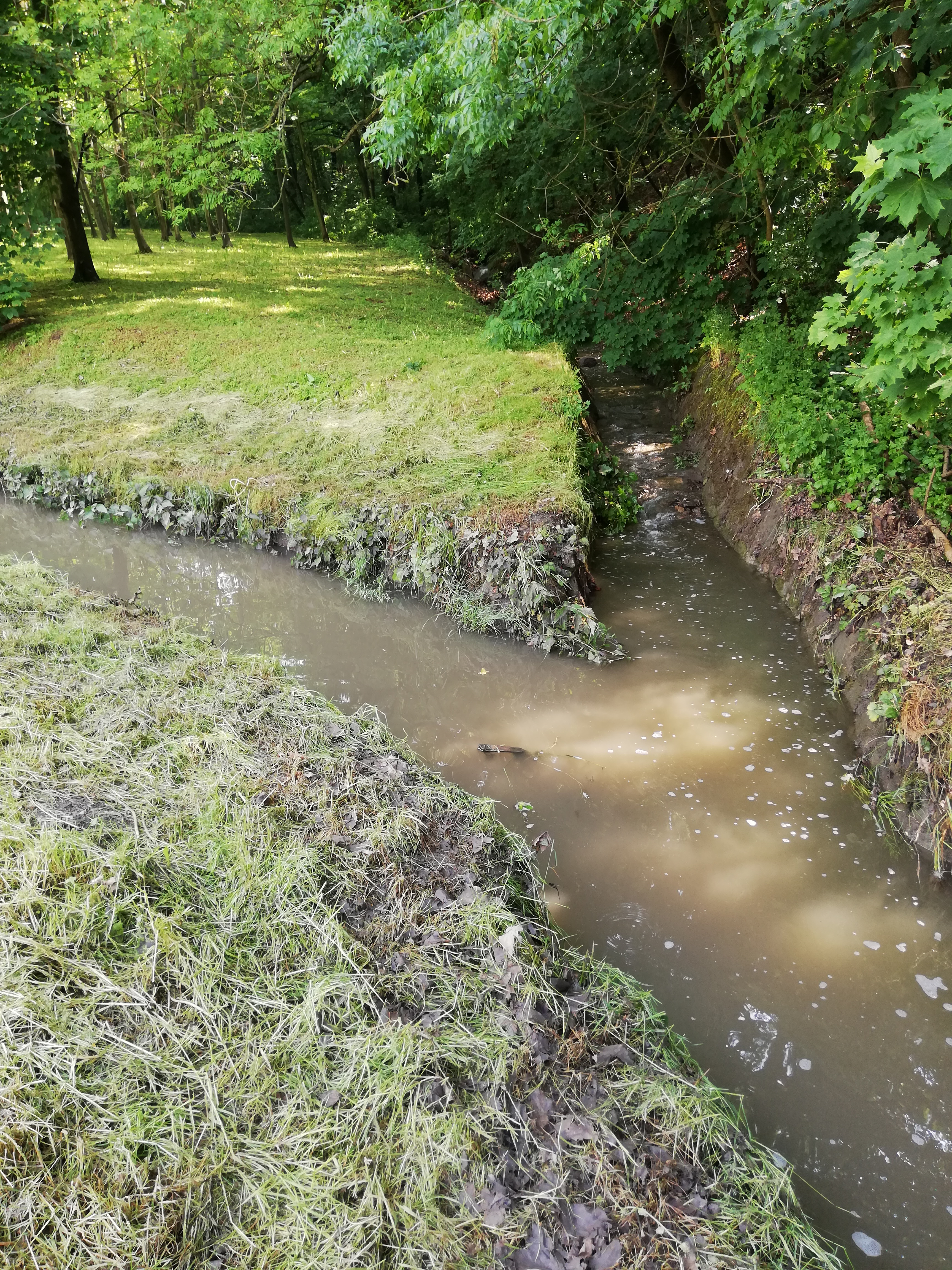
Soutok potoka (vpravo nahoře) s výtokovou vodou (vlevo uprostřed) z dešťové usazovací nádrže (DUN) Jinonice těsně pod sypanou hrází suché retenční nádrže N4 Jinonice